# Aude Aguilaniu
Aude Aguilaniu née le 10 avril 1988 à Bonneville est une skieuse acrobatique spécialisée en skicross. Elle est la fille de la championne de ski Marie-Cécile Gros-Gaudenier.
Elle a passé cinq ans en équipe de France de ski alpin. Elle est ensuite partie un an aux États-Unis à Salt Lake City. Elle appartenait à l'équipe du Westminster College. En 2011, elle est rentrée en France et a commencé le skicross. Aguilaniu obtient la nationalité belge en janvier 2013.

## Résultats Skicross coupe du monde
- 11e place à Bischofswiesen/Goetschen (GER) le 25/02/2012
- 18e place à Bischofswiesen/Goetschen (GER) le 26/02/2012

## Résultats Skicross Coupe d'Europe
- Championne d'Europe 2012
- 1re place à Myrkdalen-Voss (NOR) le 15/03/2012
- 2e place à Obermaiselstein (GER) le 15/01/2012
- 2 fois 2e place à Val-Thorens (FRA) le 9 et 10/02/2012
- 2e place à Mora (SWE) le 10/03/2012

## Résultats Skicross Championnats de France
- Championne de France 2012

## Championnats de France de ski alpin

### Elite
- Championne de France de Super G en 2007

#### Jeunes
2 titres de Championne de France (après 2003)